# Old Sweethearts of Mine, a Phantasy in Smoke
Old Sweethearts of Mine, a Phantasy in Smoke è un cortometraggio muto del 1909. Il nome del regista non viene riportato nei credit del film.

## Trama
Trama di Moving Picture World synopsis in (EN)  su IMDb

## Produzione
Il film fu prodotto dalla Vitagraph Company of America.

## Distribuzione
Distribuito dalla Vitagraph Company of America, il film - un cortometraggio di 108 metri - uscì nelle sale cinematografiche statunitensi il 25 maggio 1909.
Nelle proiezioni, veniva programmato con il sistema dello split reel, accorpato in un'unica bobina con un altro cortometraggio prodotto dalla Vitagraph, il documentario Cigarette Making: From Plantation to Consumer.